# Kidnapping (film)
Pour l’article homonyme, voir  Kidnapping.
Pour plus de détails, voir Fiche technique et Distribution.
Kidnapping (Brake) est un thriller américain sorti en 2012.

## Synopsis
Un agent des services secrets se réveille dans le noir total. La seule lumière est des chiffres rouges d'un mystérieux compte à rebours. Il a du mal à respirer et personne n'entend ses appels au secours. Il est enfermé dans un coffre d'une voiture en mouvement. Ses ravisseurs, des terroristes, cherchent à lui faire dire où se trouve la « Roulette », un endroit secret où est mis à l'abri le Président lors d'une attaque terroriste contre lui.

## Fiche technique
- Titre original : Brake
- Titre français : Kidnapping
- Réalisateur : Gabe Torres
- Scénariste : Timothy Mannion
- Musique : Brian Tyler
- Directeur de la photographie : James Mathers
- Monteur : Sam Restivo
- Producteur : Gabe Torres, James Walker et Nathan West
- Sociétés de production : Walking West Entertainment
- Société de distribution : IFC Films
- Langue : anglais
- Format : 1,85:1
- Genre : Thriller
- Date de sortie : 
  - 23 mars 2012 aux États-Unis
  - 3 décembre 2012 en France, directement en vidéo

## Distribution
- Stephen Dorff : Jeremy Reins
- Chyler Leigh : Molly Reins
- JR Bourne : Henry Shaw
- Tom Berenger : Ben Reynolds
- Pruitt Taylor Vince : le chauffeur (voix)
- Sammy Sheik : Marco (voix)